# Jay Idzes
Jay Noah Idzes (Mierlo, 2 de junio de 2000) es un futbolista neerlandés que juega como defensa en la U. S. Sassuolo Calcio de la Serie A de Italia. Es internacional absoluto con la selección Indonesia, de la cual ha sido capitán.
Tras representar a varios equipos juveniles en los Países Bajos, comenzó su carrera en el F. C. Eindhoven, de la Eerste Divisie, antes de fichar por otro club neerlandés, el Go Ahead Eagles, donde ayudó al equipo a ascender a la Eredivisie y pasó dos temporadas en la máxima categoría. A mediados de 2023, fichó por el equipo italiano Venezia, con el que logró el ascenso a la máxima categoría en su temporada de debut.
Neerlandés de nacimiento, optó por representar a Indonesia a nivel internacional desde 2023, al haber accedido al país a través de su abuelo materno, de origen indonesio. Debutó como internacional en marzo de 2024.

## Trayectoria

### Inicios
Nacido en Mierlo, debutó en la Eerste Divisie con el F. C. Eindhoven el 28 de abril de 2018 en un partido contra el TOP Oss, como sustituto de Hervé Matthys en el minuto 89.
El 20 de julio de 2020 fichó por el Go Ahead Eagles tras una larga historia de traspasos, en la que su nuevo club pensó inicialmente que su contrato con el F. C. Eindhoven había expirado, pero finalmente aceptó pagar una cantidad no revelada.

### Venezia
El 30 de junio de 2023 firmó un contrato de cuatro años con el Venezia F. C., de la Serie B.
El 1 de mayo de 2024 marcó sus dos primeros goles contra la U. S. Catanzaro. Terminó la temporada con 30 partidos y 3 goles en todas las competiciones, y llevó al equipo a ascender a la Serie A a través de los play-offs, tras ganar 1-0 al Cremonese en el partido de vuelta.
El 25 de agosto de 2024 debutó en la Serie A contra la ACF Fiorentina en un empate sin goles, convirtiéndose en el primer indonesio en jugar en la máxima categoría italiana. El 14 de diciembre de ese año, marcó su primer gol en la máxima categoría contra la Juventus F. C. en un empate a 2-2, convirtiéndose en el primer jugador indonesio y del sudeste asiático en marcar un gol en la historia de la Serie A.

## Selección nacional
En septiembre de 2023 confirmó que había decidido representar a Indonesia a nivel internacional. El 28 de diciembre de 2023, se le concedió oficialmente la ciudadanía indonesia, por lo que pasó a ser elegible para jugar con la selección nacional. Sin embargo, no estuvo disponible en las convocatorias de la Copa Asiática 2023 debido a que la inscripción de las selecciones estaba cerrada.
El 7 de marzo de 2024 recibió una convocatoria de la selección nacional de Indonesia para los partidos de clasificación para la Copa Mundial de la FIFA 2026 contra Vietnam, los días 21 y 26 de marzo de 2024. El 21 de marzo debutó como internacional con Indonesia en la victoria por 1-0. Marcaría su primer gol internacional en el partido de vuelta, una victoria a domicilio por 3-0.
A partir de la tercera ronda de clasificación para el Mundial, se convirtió regularmente en el capitán del equipo.

## Vida personal
Nacido en los Países Bajos, es de ascendencia indonesia.
El 28 de diciembre de 2023 obtuvo oficialmente la nacionalidad indonesia.

## Clubes
Actualizado al último partido disputado en el 2 mayo de 2025.
| Club                  | País         | Año       | Partidos | Goles |
| --------------------- | ------------ | --------- | -------- | ----- |
| F. C. Eindhoven       | Países Bajos | 2018-2020 | 64       | 5     |
| Go Ahead Eagles       | Países Bajos | 2020-2023 | 93       | 3     |
| Venezia F. C.         | Italia       | 2023-2025 | 57       | 0     |
| U. S. Sassuolo Calcio | Italia       | 2025-act. |          |       |